# Lärares yrkesetik
Lärares yrkesetik är en samling principer som togs fram gemensamt av Lärarnas Riksförbund och Lärarförbundet och antogs av båda förbunden i juni 2001.
Lärarnas yrkesetiska råd tillsattes i september 2007 av Lärarnas Riksförbund och Lärarförbundet. Lärarnas yrkesetiska råd står bakom webbsidan lararesyrkesetik.se.
I grova drag är yrkesetiken är indelad i fyra block:
1. Eleven alltid i centrum
2. Läraryrket och den professionella yrkesutövningen
3. Att upprätthålla lärares yrkesetik
4. Lärares samhällsuppdrag